# Laguna Hills
Laguna Hills és una població dels Estats Units a l'estat de Califòrnia. Segons el cens del 2000 tenia 31.178 habitants.

## Demografia
Segons el cens del 2000, Laguna Hills tenia 31.178 habitants, 10.895 habitatges, i 7.942 famílies. La densitat de població era de 1.895,7 habitants/km².
Dels 10.895 habitatges en un 37,5% hi vivien nens de menys de 18 anys, en un 61% hi vivien parelles casades, en un 8,5% dones solteres, i en un 27,1% no eren unitats familiars. En el 21,6% dels habitatges hi vivien persones soles el 10% de les quals corresponia a persones de 65 anys o més que vivien soles. El nombre mitjà de persones vivint en cada habitatge era de 2,82 i el nombre mitjà de persones que vivien en cada família era de 3,29.
Per edats la població es repartia de la següent manera: un 26,2% tenia menys de 18 anys, un 7,3% entre 18 i 24, un 28,8% entre 25 i 44, un 25,4% de 45 a 60 i un 12,1% 65 anys o més.
L'edat mediana era de 38 anys. Per cada 100 dones de 18 o més anys hi havia 89 homes.
La renda mediana per habitatge era de 70.234 $ i la renda mediana per família de 81.334 $. Els homes tenien una renda mediana de 59.144 $ mentre que les dones 38.761 $. La renda per capita de la població era de 36.133 $. Entorn del 3,6% de les famílies i el 5% de la població estaven per davall del llindar de pobresa.

## Poblacions més properes
El següent diagrama mostra les poblacions més properes.